# Sam Lane
Samuel Lane es un personaje ficticio que aparece en los cómics estadounidenses publicados por DC Comics.Es el padre de Lucy Lane y Lois Lane, y el suegro de Clark Kent/Superman.
Denis Arndt y Harve Presnell interpretaron al personaje en la serie Lois & Clark: Las nuevas aventuras de Superman, Michael Ironside en Smallville, Glenn Morshower en Supergirl y Dylan Walsh en Superman & Lois; y Joel de la Fuente le prestó su voz en la serie animada Mis aventuras con Superman.

## Historial de publicaciones
Sam Lane, junto con su esposa Ella, fueron presentados en Superman's Girl Friend, Lois Lane # 13 (noviembre de 1959) como un criador de caballos en la ciudad de Pittsdale. Fue creado por Robert Bernstein y Kurt Schaffenberger. Después de Crisis on Infinite Earths, un reinicio de la continuidad del Universo DC, ha sido retratado como un General del Ejército de EE. UU.

## Biografía Ficticia
Después de Crisis on Infinite Earths, Sam Lane se reinventó como un General del Ejército de los Estados Unidos. Duro y franco, con una relación incómoda con su hija. Se explicó que Lane había querido que su hijo mayor fuera un niño, por lo que había tratado a Lois como un hijo sustituto, cuando estaba presente. Esta versión apareció por primera vez en Adventures of Superman # 424 (enero de 1987), el primer número retitulado del antiguo título de Superman. Se convirtió en un personaje más significativo después del compromiso de Lois con Clark Kent, y no quedó muy impresionado con el reportero de modales suaves a pesar de su obvio compromiso con Lois.Esto casi, pero no del todo, se extendió a negarse a asistir a la boda.
Cuando Lex Luthor se convirtió en Presidente de los Estados Unidos, Lane fue nombrado Secretario de Defensa. Esto llevó inevitablemente a Lois, como periodista de investigación que intentaba demostrar que Luthor era corrupto, oponiéndose a su padre, especialmente durante la preparación de la Guerra Imperiex.
Durante la Guerra, el General Lane aparentemente fue asesinado por una sonda Imperiex, cuando detonó el motor nuclear de su tanque para romper el caparazón de la sonda y darle a Black Lightning la oportunidad de atravesar su armadura.
En Action Comics # 832 (diciembre de 2005), ambientada en Halloween, el fantasma de Sam Lane se le apareció a Lois mientras estaba atrapada en un automóvil, lo que les permitió hablar sobre sus problemas no resueltos. Sin embargo, la última escena del problema mostraba al "fantasma" apoyado contra una pared y mirando el amanecer, lo que implicaba que el general Lane aún podría estar vivo.

### Proyecto 7734
Aunque creen que su padre está muerto, Lois y Lucy aún lloran por su padre. Lucy decide tratar de honrar la memoria de su padre y darle el soldado que se le negó al unirse al ejército de los EE. UU. Lucy es herida durante el ataque del Amazonas en Washington D. C. y es secretamente rescatada y llevada a una instalación secreta. El general Sam Lane finalmente se revela vivo y a cargo de una operación encubierta llamada Proyecto 7734. Lucy se ofrece como voluntaria para convertirse en Superwoman y recibe un disfraz de poder místico que le permitió hacerse pasar por Kryptoniana. Lucy se infiltrará en Kandor y recabará información sobre los kryptonianos y New Krypton. Lucy parece morir luchando contra Supergirl cuando su traje se rompe pero vuelve a la vida con poderes kryptonianos, lista para servir a su país nuevamente.
El General Lane recluta al encarcelado Lex Luthor en una operación secreta contra Superman y los kryptonianos de Kandor. El gobierno de los Estados Unidos cree que los extraterrestres son un riesgo para la seguridad del mundo y comienza a crear contramedidas contra ellos. Aunque aún se conocen todas las implicaciones de la operación, Lane aparentemente ha estado monitoreando las actividades de varios superhumanos nuevos que han aparecido después de la Crisis más reciente. Uno de los superhumanos más destacados es Ícono.
Después de que Lois se prepara para publicar una historia muy dañina, Sam hace que Lois sea detenida. Los dos finalmente se encuentran cara a cara para gran disgusto de Lois. Sam le dice a Lois que la única razón por la que está siendo indulgente con ella es que ella es su hija. Amenaza con hacerla desaparecer para siempre en un lugar donde ni siquiera Superman puede encontrarla. Para hacer su punto, Sam dispara a la computadora portátil de Lois que contiene su historia. Se da cuenta de que tiene copias de seguridad, pero ha dejado claro su punto.

### Guerra de los Supermen
Cuando el General Zod declara la guerra a la Tierra después de que se revela que Lex Luthor (a través de uno de sus robots dobles) ayudó a Brainiac a atacar New Krypton, Lane pone sus planes en acción. Reactron encarcelado revela que permitió que lo capturaran como parte del plan de Lane. El robot Luthor manipula la química del cuerpo de Reactron, haciéndolo explotar. La reacción en cadena resultante conduce a la destrucción de New Krypton y la mayoría de los 100,000 kryptonianos restantes, incluida la madre de Supergirl, Alura.
Bajo las órdenes de Lane, Luthor transforma el sol de la Tierra de amarillo a rojo para despojar a los kryptonianos de sus poderes. Flamebird, sin embargo, neutraliza esta contramedida y el sol se vuelve amarillo y restaura el poder de todos. Al mismo tiempo, Jimmy Olsen y sus asociados salvan a Natasha Irons y transmiten todas las actividades del General Lane a sitios de noticias en toda la World Wide Web. Los kryptonianos restantes, liderados por Ursa y el mismo Zod, comienzan a atacar la Tierra y devastan el planeta. Cuando se enfrenta a una Supergirl enojada y su hija Lois, particularmente después de que Lois le señala que se ha convertido en el monstruo que afirmó que eran los kryptonianos, ya que es un hombre que destruyó un planeta, mientras que Supergirl desafía su percepción de su gente como " perros rabiosos" perdonándole la vida cuando hubiera sido fácil para ella matarlo: Lane se suicida en lugar de rendir cuentas ante un tribunal internacional.

### The New 52
En septiembre de 2011, The New 52 reinició la continuidad de DC. En esta nueva línea de tiempo, Sam Lane se reintroduce en Action Comics relanzado, donde se lo ve intentando atrapar a Superman creyendo que es una amenaza. Estaba dispuesto a ayudar a Superman después de que Lois y una parte de Metrópolis fueran reducidas y tomadas por el Coleccionista. En su próxima aparición, él tiene al Hombre Kryptonita en libertad, creyendo que es necesario para ayudar a mantener a Superman bajo control. Hombre Kryptonita estuvo de acuerdo con la condición de que el general Sam Lane lo ayude a localizar a su esposa. Sam Lane también se ve en los cómics de Superman relanzados que cronológicamente tienen lugar cinco años después en la actualidad, y su relación con Superman no es tan diferente, hasta el punto en que acusa a Superman de que su presencia en Metrópolis es lo que atrae a todas las amenazas superpoderosas y por eso su hija siempre estará en peligro a pesar de que ahora es productora de noticias en lugar de reportera.
Tras la muerte del senador estadounidense Hume, Sam Lane fue elegido como su reemplazo y ahora se ha convertido en miembro del Senado estadounidense.

### DC: Renacimiento
En el relanzamiento de DC: Renacimiento del universo del cómic, se ve a Sam Lane conversando en un búnker debajo de Gotham City con Amanda Waller y Hugo Strange. Más tarde es visto como el representante militar oficial de los Estados Unidos cuando surge una crisis nacional. Junto con otros como Mr. Bones, Steve Trevor, Waller y Father Time intentan vencer la amenaza con medios tecnológicos. Esto falla con un universo alternativo místicamente impulsado Bruce Wayne se estrella contra la pared y lava el cerebro a todo el grupo.
En la secuela de Watchmen, Doomsday Clock, se ve a Sam Lane sacando a sus tropas de Qurac.

## Otras versiones

### All-Star Superman
General Sam Lane apareció en All-Star Superman de Grant Morrison. En su única aparición en el número 1, habla con Luthor sobre cómo lo sacó de la prisión para trabajar para el Gobierno de los Estados Unidos, pero Luthor nuevamente amenaza con matar a Superman, antes de morir. Lane luego encarcela a Luthor en la isla Stryker.

### Flashpoint
Sam Lane aparece en la línea de tiempo alternativa del evento Flashpoint. En esta versión, Lane era el oficial a cargo del Proyecto: Superman. Intenta vincularse con Kal-El durante el tiempo de este último en cautiverio. Cuando Neil Sinclair es liberado del cautiverio y destroza el laboratorio, Lane se sacrifica empujándose a sí mismo y a Sinclair a la Zona Fantasma. Los dos finalmente emergen de la Zona Fantasma hacia una isla lejana, y Sinclair asesina a Lane antes de dejar la isla.

### Liga de la Justicia: Dioses y monstruos
En el cómic precuela de Liga de la Justicia: Dioses y monstruos, se revela que esta versión de Sam Lane era un médico de guerra que murió por el daño colateral de una de las peleas de Superman, lo que llevó a su hija Lois a convertirse en una dura crítica de la Liga de la Justicia.

## Aparición en otros medios

### Televisión

#### Animación
- En Superman: la serie animada, el general Sam Lane (con la voz de Dean Jones) está involucrado en el programa espacial. Apareció en "Monkey Fun", con un flashback de cuando era teniente, luego el actual Sam Lane aparece para ayudar a Lois después de que el mono Titano causa estragos en Metrópolis.
- El general Sam Lane aparece en Mis aventuras con Superman, con la voz de Joel de la Fuente. Esta versión es de herencia coreana y miembro fundador y codirector del Task Force X junto a Amanda Waller. Veintidós años antes, él y Waller sobrevivieron al "Día Cero", durante el cual una fuerza de invasión kryptoniana liderada por un guerrero blindado al que apodaron "Némesis Omega" mató a sus camaradas militares. Después de esto, reutilizaron la tecnología kryptoniana sobrante y fundaron el Task Force X para prevenir amenazas de magnitud similar. Sin embargo, su falta de voluntad para poner en peligro a los civiles lo pone en desacuerdo con Waller. Inicialmente lidera una persecución contra Superman, quien cree que es "Némesis Omega". Sin embargo, después de capturarlo e interrogarlo, Lane comienza a dudar de la participación de Superman en el "Día Cero", por lo que Waller lo degrada en nombre de Checkmate y del gobierno de Estados Unidos. Durante la segunda temporada, Sam se esconde para proteger a sus seres queridos antes de finalmente reaparecer para ayudar a Superman a frustrar la invasión de Brainiac a Metrópolis.

#### Acción en vivo
- Sam Lane aparece en Lois y Clark: Las nuevas aventuras de Superman interpretado por Denis Arndt y más tarde por Harve Presnell. Lane era cibernético y él y Ellen estaban divorciados. Apareció por primera vez trabajando de mala gana en el "aumento" ilegal de boxeadores. En apariciones posteriores, Lane había creado una novia robot. En episodios posteriores, intenta reparar su matrimonio roto con Ellen. Tiene una relación separada con su hija Lois Lane, quien intenta reparar su relación en episodios posteriores.
- En Smallville, el teniente general Sam Lane apareció en el segundo y tercer episodio de la temporada 4, interpretado por Michael Ironside. Cuando Chloe Sullivan y su padre fueron puestos bajo custodia protectora, Lex Luthorlogró que el General Lane entrara para protegerla de la explosión cuando entraron en la casa "segura". En el episodio de la cuarta temporada "Lucy" se nota que "el General" (como lo llaman sus dos hijas) no pudo hacer frente a la crianza de sus hijas solo después de la muerte de su esposa. Él modeló su crianza con base en la de su carrera en el Ejército, donde implementó una cadena de mando. Él estaba a cargo de Lois y Lois estaba a cargo de Lucy. Sus dos hijas estaban resentidas con su padre por esto. Al final del episodio, envió a Lois a Europa para localizar a su hija menor Lucy, pero no está claro si los esfuerzos tuvieron éxito. En episodios posteriores, otros personajes han hecho referencia casualmente a Lane. Chloe afirma que el general Lane le proporcionó equipo de vigilancia encubierta en "Mortal". Con él, ayuda a Clark Kent a infiltrarse en el edificio de LuthorCorp y rescatar a su familia. En el episodio "Prototype" de la sexta temporada, Lois les dijo a Clark y Chloe que Wes Keenan era el único soldado que el General siempre respetaba. Ironside retomó su papel de general (ahora un general de cuatro estrellas) en el episodio "Emboscada" de la temporada 10, donde Clark se convierte en la primera persona en pasar las "pruebas" que el General ha dispuesto para los novios anteriores de Lois, los dos se unen a pesar de su desacuerdo inicial sobre el papel del General Lane en la Ley de Registro de Vigilantes. Como se ve en su uniforme, el general Lane ha recibido la Estrella de Plata.
- El General Sam Lane aparece en los programas de televisión ambientados en Arrowverso:
  - El General Sam Lane aparece en Supergirl,[22] interpretado por Glenn Morshower.[23] Se le describe como con opiniones fuertemente anti-alienígenas y como queriendo hacerse cargo del Departamento de Operaciones Extranormales para concentrar sus esfuerzos en la erradicación de los alienígenas.
  - General Lane aparece en la próxima serie de televisión de CW Superman & Lois, interpretado por Dylan Walsh.[24] Esta versión es un miembro del Departamento de Defensa (DOD) que conoce la identidad de Clark Kent como Superman y, a menudo, trabaja con él a pesar de su relación rígida e impersonal. A lo largo de la primera temporada, Sam trabaja con Superman para detener a Tal-Rho antes de retirarse del servicio activo. En la segunda temporada, Sam ayuda a Superman cuando comienza a tener visiones debido a un "evento cosmológico invasivo", intenta ayudar a sus hijas Lois y Lucy Lane a reconectarse y entrena en secreto al hijo de Superman, Jordan Kent, para utilizar mejor sus poderes. En la tercera temporada, Sam regresa al DOD, le da a Jordan un traje y las gafas de su padre para proteger su identidad y, siguiendo el consejo de Jordan, usa una aplicación de citas para comenzar a salir nuevamente. En la cuarta temporada, después de que Doomsday le arranca el corazón a Superman, Sam se inyecta el suero utilizado para resucitar a Bizarro y él mismo se sacrifica a Doomsday para permitir que su corazón sea transferido al cuerpo de Superman.
    - Además, la contraparte de Sam en el Mundo Bizarro aparece en el episodio de la segunda temporada "Bizarros in a Bizarro World", también interpretado por Walsh. Esta versión está a cargo de su versión del Departamento de Defensa hasta que la contraparte bizarra de Ally Allston toma el control, lo que lleva a Sam el Bizarro a unirse a un movimiento de resistencia contra ella.

### Película

#### Animación
- El General Sam Lane aparece en All-Star Superman, con la voz de un Steven Blum no acreditado.
- Sam Lane aparece en la película animada Justice League: The Flashpoint Paradox, con la voz de Danny Huston.
- Sam Lane aparece en Justice League: Throne of Atlantis con la voz de Jay K. Johnson. Se le ve diciendo a las tropas de Amo del Océano que se retiren.
- Sam Lane aparece en Lego DC Comics Super Heroes: Justice League – Attack of the Legion of Doom, con la voz de James Arnold Taylor. Se muestra que esta versión desconfía de la vida extraterrestre, excediendo su autoridad para retener al Detective Marciano como rehén en el Área 52 hasta que fue liberado por la Legión del Mal. Siguiendo a la Legión del Mal usando Detective Marciano para configurar la Liga de la Justicia para arruinar un prototipo de núcleo de reactor nuketron, Lane responsabiliza a la Liga de la Justicia donde apoya la decisión del Consejo Mundial de exiliarlos de la Tierra. Cuando la Legión del Mal es derrotada, Lane se enoja porque la Liga de la Justicia ha regresado del exilio hasta que Detective Marciano lo controla mentalmente para bailar con la música que estaba sonando.
- Sam Lane aparece en Batman Unlimited: Mechs vs. Mutants, con la voz de John DiMaggio. Se muestra que Lane tiene un contrato con Bruce Wayne, donde se lo ve hablando con Wayne durante una demostración.

#### Acción en vivo
- Sam Lane hace un breve cameo en Superman: la película (1978). Kirk Alyn, el primer actor en interpretar a Superman en acción real (en dos series de bajo presupuesto de las décadas de 1940 y 1950), se ve cuando Lois ve al joven Clark Kent corriendo en el tren en el que él y su esposa (interpretada por su coestrella, Noel Neill) están montando.

## Recepción
Chad Derdowski de Mania.com sintió que Sam Lane habría sido un villano formidable para usar en una película que afirmaba que abrir una brecha entre la relación de Clark Kent y Lois Lane crearía un empuje un poco más dramático para la película.